# Molen Meesemaeker
De Molen Meesemaeker (Frans: Moulin Meesemaecker) is een molenrestant in de tot het Franse Noorderdepartement behorende plaats Loberge.
Het betreft de romp van een ronde stenen molen van het type beltmolen. In 1840 werd deze molen, welke als korenmolen fungeerde, gebouwd.